# Al-Husajma
Al-Husajma (dawniej: Villa Sanjuro; arab. الحسيمة, fr. Hoceima, Al Hoceima) – miasto portowe w północnym Maroku, nad Morzem Śródziemnym, ośrodek administracyjny prowincji Al-Husajma i regionu Tanger-Tetuan-Al-Husajma, kurort wypoczynkowy. W pobliżu miasta na Morzu Śródziemnym położona jest należąca do Hiszpanii wysepka Peñón de Alhucemas.
Do lat 50. XX wieku Al-Husajma była niewielką wioską rybacką, obecnie jest małym miastem, liczącym około 134 tys. mieszkańców. W 1958 roku marokański król Hassan II poprowadził stąd wojsko do stłumienia buntu Rifenów. 24 lutego 2004 roku miasto nawiedziło trzęsienie ziemi o sile 6,5 stopni w skali Richtera. Zabudowa miasta przetrwała katastrofę, znacznie ucierpiały jednak sąsiednie wioski, zwłaszcza Imzuran i Ajn Kamra.

## Współpraca
Miejscowości partnerskie:
- Haga, Holandia[1]
- Schaerbeek, Belgia
- Sint-Niklaas, Belgia